# Koveni
Koveni, voluit Korfbal Vereniging Nieuwegein is een korfbalvereniging die op 1 oktober 2005 werd opgericht. De club heeft ongeveer 220 leden. Het is ontstaan uit de fusie van twee korfbalverenigingen uit Nieuwegein, namelijk JUKO uit Jutphaas en Minerva uit Hoog-Zandveld.

## Algemeen
In het seizoen 2017/2018 neemt Koveni met vijftien zaterdagteams en twee midweekteams deel aan de competitie. Koveni traint en speelt haar thuiswedstrijden op het Sportpark Zandveld en in de zaal in Sporthal 't Veerhuis. Koveni is meer dan alleen korfbal. Zo heeft het ook een 50+-tak waar sporten voor ouderen wordt gestimuleerd en een succesvolle Kangoeroeklup voor de allerkleinsten.

## Het ontstaan van Koveni
Op 1 oktober 2005 is Koveni ontstaan uit een fusie van de verenigingen JUKO uit Jutphaas en Minerva uit Hoog-Zandveld. Beide verenigingen hebben een rijke korfbalhistorie in Nieuwegein. KV JUKO werd opgericht op 17 februari 1965, op het hoogtepunt had JUKO meer dan 300 leden en speelde het op een van de hoogste niveaus van het land. Op 20 mei 1983 kreeg Nieuwegein nog een tweede korfbalvereniging door de oprichting van Minerva. Aan de andere kant van Nieuwegein vond een groep dat er ruimte was voor nóg een vereniging, en zodoende werd de vereniging opgericht onder de bezielende leiding van o.a. Bea en Wim van der Rijst. 

## Net na de fusie
Door de jaren heen heeft het vlaggenschip van Koveni op verschillende niveaus gekorfbald, waaronder nog de 2e klasse zaal van 2007 tot en met 2009. In diezelfde periode behaalde Koveni zelfs een recordaantal van 250 leden, iets wat daarna gestaag is gedaald naar stabiel aantal van 220 leden.
Door de resultaten van JUKO in 2005 mocht Koveni instromen op de 3e klasse zaal in het seizoen 2005/2006. In het seizoen 2006/2007 wist Koveni 1 onder leiding van Eric Abbo kampioen te worden en promotie af te dwingen naar de 2e klasse zaal, een hoogtepunt in de nog jonge historie van de club. Na de degradatie in 2009 schommelt de vereniging momenteel tussen de 3e en 4e klasse in zowel veld- als zaal, met als hoogtepunt het meest recente kampioenschap in het seizoen 2017/18 in de zaal. Met een recordaantal punten en doelpunten speelt de ploeg van de huidige coach Frits de Gooijer in het zaalseizoen 2018/19 weer in de derde klasse.